# Rubus rhombifolius
Rubus rhombifolius är en rosväxtart som beskrevs av Carl Ernst August Weihe och Clemens Maria Franz von Boenninghausen. Rubus rhombifolius ingår i släktet rubusar, och familjen rosväxter. Inga underarter finns listade i Catalogue of Life.